# Şəmsabad
Şəmsabad è un comune dell'Azerbaigian situato nel distretto di Ağdaş. Conta una popolazione di 1 604 abitanti.